# Regine Leibinger
Regine Leibinger (* 28. September 1963 in Stuttgart) ist eine deutsche Architektin. Seit 1993 führt sie gemeinsam mit Frank Barkow das amerikanisch-deutsche Büro Barkow Leibinger in Berlin.

## Leben
Regine Leibinger ist eines von drei Kindern aus der Ehe von Berthold Leibinger und Doris Leibinger geb. Schaible. Ihre Geschwister sind Nicola Leibinger-Kammüller und Peter Leibinger, Vorstandsvorsitzende respektive Aufsichtsratsvorsitzender bei dem Werkzeugmaschinenhersteller Trumpf.
Leibinger studierte Architektur an der Technischen Universität Berlin und der Harvard University und lehrte unter anderem an der Architectural Association in London und der Harvard University. Von 2006 bis 2014 war sie Professorin für Baukonstruktion und Entwerfen an der TU Berlin. Seit 2016 ist sie Mitglied der Akademie der Künste Berlin.

## Bauten und Projekte (Auswahl)

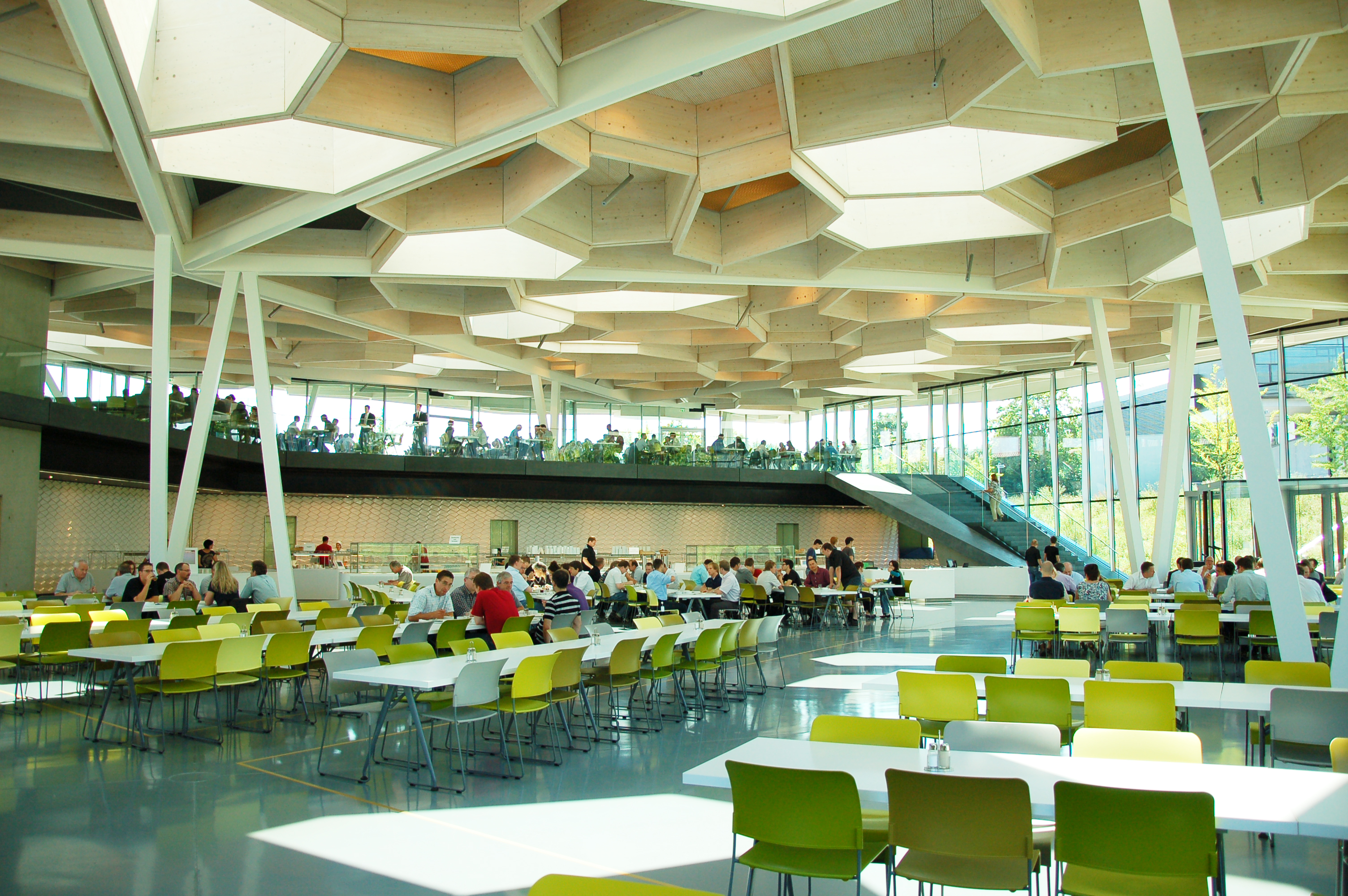
Trumpf Betriebsrestaurant mit Auditorium

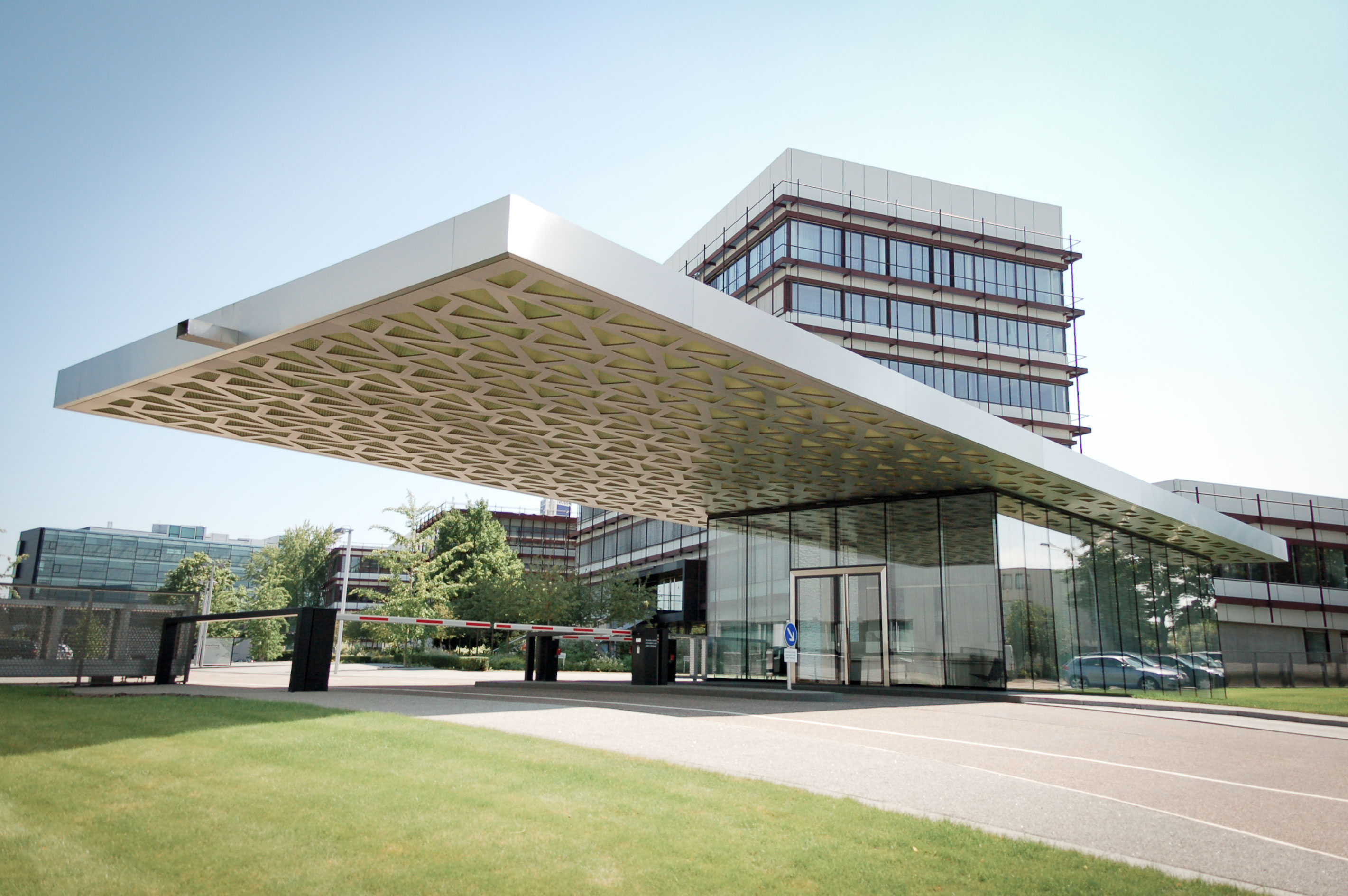
Trumpf Hauptpforte

- Jugendzentrum und Kindertagesstätte, Berlin-Buchholz, 1997/1998
- Trumpf Kunden- und Ausbildungszentrum, Farmington, Connecticut, USA, 1999
- Biosphäre Potsdam, 2001
- Trumpf Vertriebs- und Servicezentrum, Ditzingen, 2003
- Grüsch Pavillon I und II, Grüsch, Schweiz, 2001/2004
- Schulungszentrum mit Betriebsrestaurant für Trumpf, Neukirch, 2005
- Trutec – Bürogebäude mit Showrooms, Seoul, Korea, 2006
- Trumpf Hauptpforte, Ditzingen, 2007
- Trumpf Betriebsrestaurant mit Auditorium, Ditzingen, 2008
- Laserfabrik für Trumpf, Farmington, Connecticut, USA, 2008
- Bürogebäude mit Lehrwerkstätten für Trumpf, Hettingen, 2009
- Entwicklungszentrum für Trumpf, Ditzingen, 2009
- Site Master Plan Bayer Schering Pharma, Berlin, 2010
- Stadthaus M1 Vauban, Freiburg im Breisgau, 2012[4][5]
- Tour Total Berlin, 2012[6][7]
- Aufbau Haus 84, 2015[8]
- Estrel Tower Berlin, Wettbewerb 2014, 1. Preis
- Fraunhofer Research Campus, Waischenfeld, 2014

## Ehrungen und Auszeichnungen (Auswahl)
- Deutscher Fassadenpreis für vorgehängte hinterlüftete Fassaden, 2000
- Hugo-Häring-Preis, 2003
- BDA-Preis – Architektur in Brandenburg, 2004
- Deutscher Architekturpreis, Anerkennung, 2005
- Marcus Prize for Architecture 2007, Milwaukee Wisconsin
- DAM Preis für Architektur in Deutschland für Architektur in Deutschland, 2009, für das Betriebsrestaurant des Unternehmens Trumpf
- AIA Institute Honor Awards for Architecture, 2010, 2008, 2006, 1999
- 13th Architectural Record Good Design is Good Business Award 2011
- Holcim Awards 2011 for Europe – Acknowledgement Prize
- Global Holcim Innovation Prize 2012 – 2. Preis für das Smart Material House, Hamburg
- Hugo-Häring-Landespreis 2012 für das Betriebsrestaurant mit Auditorium, Ditzingen
- Honorary Fellow 2020 des American Institute of Architects[9]

## Publikationen (Auswahl)
- Cultivating the Landscape. Hrsg. Galerie Aedes, Ausstellungskatalog, Berlin 1999
- Werkbericht 1993–2001 / Workreport Barkow Leibinger. Hrsg. George Wagner, Birkhäuser, Basel 2001
- Barkow Leibinger Architects Works | Opere BY 7. Hrsg. Marcella Gallotta, Melfi: Casa Editrice Librìa, 2004
- Barkow Leibinger Architects C3. Hrsg. Uje Lee, Seoul, Korea 2007
- Reflect – Building in the Digital Media City, Seoul, Korea. Hrsg. Andres Lepik, Hatje Cantz, Ostfildern 2007
- An Atlas of Fabrication. Hrsg. Pamela Johnson, AA Publication, London 2009
- Spielraum. Hatje Cantz, Berlin 2014